# Sviridova
Sviridova är en kulle i Antarktis. Den ligger i Östantarktis. Australien gör anspråk på området. Toppen på Sviridova är 29 meter över havet.
Terrängen runt Sviridova är varierad. Havet är nära Sviridova norrut. Trakten är obefolkad. Det finns inga samhällen i närheten. 